# 國家鐵道博物館
25°02′46″N 121°33′48″E / 25.046126°N 121.563365°E
國家鐵道博物館（簡稱鐵博）是臺灣一座國家博物館，位於臺北市信義區臺北機廠舊址，隸屬於文化部。2015年3月15日年全區保留指定為國定古蹟，2019年8月15日籌備處揭牌成立，專責推動建置規劃等籌備工作，旨在成為一座「活的鐵道博物館」，經古蹟修復場地整建後，於2025年7月31日進行第一階段開館。未來將以行政法人方式運作，並由文化部與交通部共同監督。

## 沿革

### 台北機廠時期
- 2011年5月18日，臺北市議員簡余晏、臺北市議員李慶鋒及立法委員王幸男前往臺北機廠會勘，提出臺北機廠完整保存之訴求，並認為臺北市政府僅將臺北機廠澡堂列入古蹟乃「本末倒置」之舉[2]。文化資產專家及相關學者呼籲當局務必保留整座廠區。[3]除中華民國鐵道文化協會外，國外鐵道團體亦投入聲援；各種建議紛紛出爐，如就地改為鐵道博物館[4][5][6]、建設「臺版奧賽博物館」[7]等等。
- 2013年1月，各界向臺鐵請願；1月14日，臺北市政府將廠區組立工場、鍛冶工場、原動室列為市定古蹟，並預定於當年暑假於廠區舉辦活動[8]。
- 2014年1月13日，在立法委員鄭麗君提案要求下，文化部文化資產局召開「臺北機廠之保存與再發展」公聽會[9]；9月3日，臺北市市長參選人柯文哲在立法委員管碧玲邀請下參訪臺北機廠，由鐵道文化協會代表古庭維與管碧玲國會辦公室副主任陳林頌偕同導覽；會後，柯文哲表示「臺北機廠應全區保存、整體規劃、分期投資、開發不得破壞歷史紋理」[10]。
- 2014年9月24日，管碧玲在立法院第8屆第6會期交通委員會第2次全體委員會議提案並經全體表決無異議通過，要求交通部於一週內發函文化部提出臺北機廠全區指定為國定古蹟，與將製造於1889年的蒸汽動力鎚等機器登錄為國寶與重要古物[11]。
- 2014年9月25日，臺北市政府都市計畫委員會通過相關開發案件。
- 2014年10月14日，管碧玲於立法院內政委員會提案並經全體表決無異議通過，要求內政部於臺北機廠定古蹟審議定案後始得辦理相關都市計畫審議案；但是臺灣鐵路管理局對此提出法律異議，導致文化部陷入國定古蹟審議是否適法之相關問題，並決議暫不啟動國定古蹟審議。
- 2015年1月19日，柯文哲在當選臺北市市長後再度由管碧玲、許陽明、陳林頌、吳思瑤等人安排陪同參訪臺北機廠，並於臺北市市政大樓與臺北市副市長林欽榮、臺北市政府都市發展局局長林洲民、臺北市政府文化局局長倪重華等人共同研商臺北機廠保存活化，達成全區保存指定國定古蹟之共識。
- 2015年1月21日，管碧玲在立法院104年度（2015年）國家總預算審查時提出國家總預算主決議，要求臺灣鐵路管理局應行文表明遵照立法院交通委員會之決議，且應於公告後一週內向文化部提供國定古蹟審議所需要之表冊資料。此一主決議最後經朝野協商三讀通過後交付總統公告；此決議經立法院三讀通過，具有法律效力及強制約束力，因此成為文化部正式啟動國定古蹟審查關鍵之一。
- 2015年3月15日，在民間團體、學者、民代長期強力呼籲下，文化部依《古蹟指定及廢止審查辦法》第3條第1項第1款前往臺北機廠進行現場勘查，並依前述《辦法》第3條第1項第2款開始進行審議。除中華民國鐵道文化協會會長任恆毅、洪致文、林奎妙（臺北機廠文史守護聯盟代表）、黃立品列席發言爭取指定國定古蹟外，李宜修（鄭麗君國會辦公室代表）與許陽明及陳林頌（管碧玲國會辦公室代表）列席審議委員會說明國定古蹟臺北機廠提案內容及與臺北市政府協商之結論。最後，委員會經出席14位委員一致同意依《文化資產保存法》第14條及前述《辦法》之規定審議通過，將臺北機廠指定為國定古蹟[12]。此後，臺灣鐵路管理局因期望透過土地開發償還巨額債務之計畫遭此決議干預，其相關人士紛紛提出異議。此外，臺北機廠的維護經費來源與責任歸屬也仍屬未明，並由相關當局互相協調解決。[13][14]
- 2015年7月9日，行政院指示文化部建置國家級鐵道博物館，並由文化部擬具「臺北機廠活化轉型國家鐵道博物館園區實施計畫」及相關委託計畫；該計畫於2016年12月13日獲行政院核定。2017年2月14日，文化部與交通部簽署「臺北機廠鐵道博物館合作備忘錄」，臺北機廠以轉型鐵道博物館園區為目標[15]。

### 籌備處時期

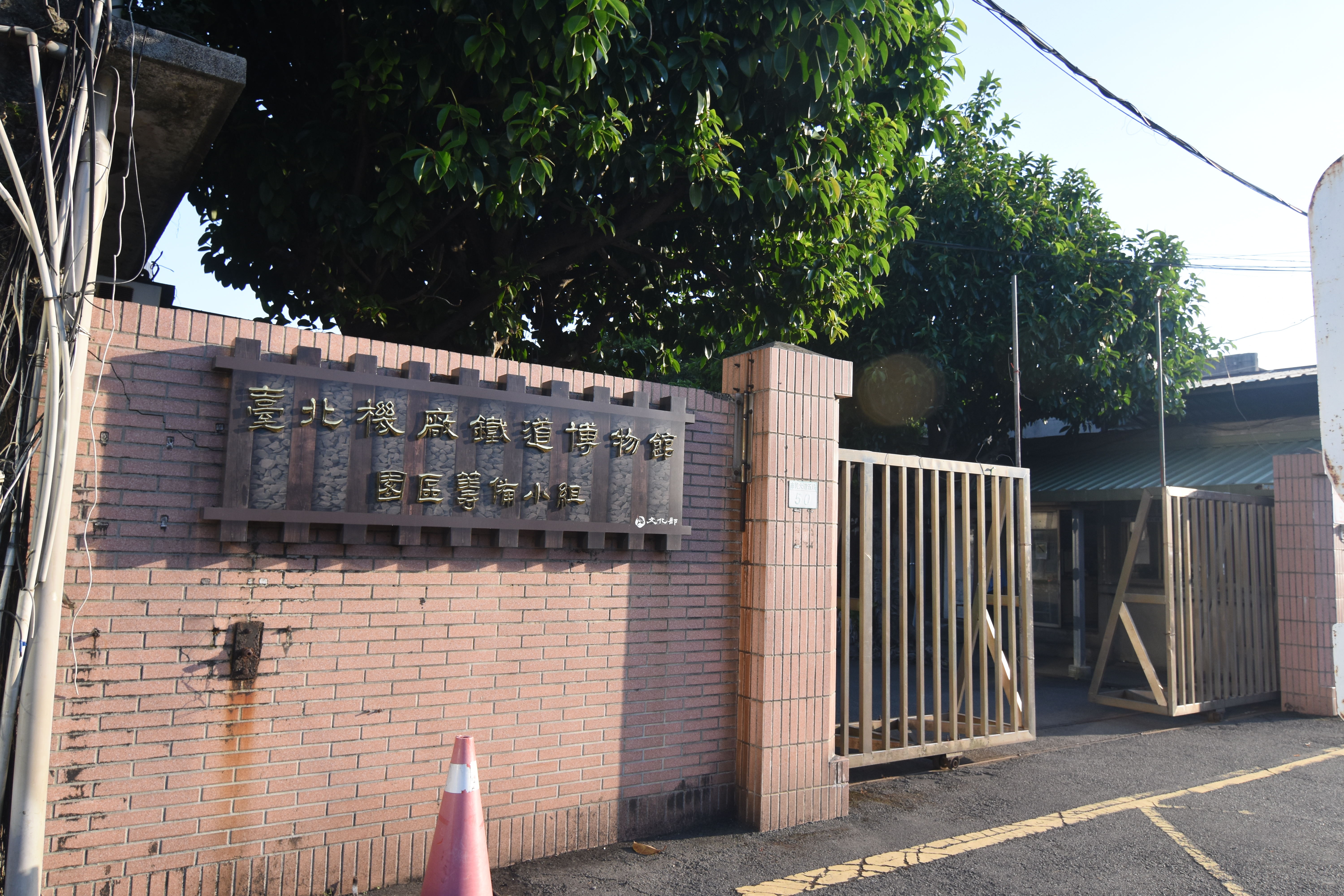
臺北機廠鐵道博物館園區籌備小組

- 2017年1月，文化部文化資產局開始向台鐵租用台北機廠，同年3月起開始進駐辦公。7月19日，文化部「臺北機廠鐵道博物館園區籌備小組」掛牌成立，文化部進駐台北機廠，籌備小組為文化部內部之任務編組單位。8月1日，文化部與東日本旅客鐵道（JR東日本）於日本鐵道博物館舉辦583系電聯車（日语：国鉄583系電車）2節（MOHANE582-106及MOHANE583-106）捐贈國立台灣博物館簽約儀式，出席者為駐日代表謝長廷、文化部部長鄭麗君、國立臺灣博物館館長洪世佑[16]。
- 2018年10月，早年臺鐵臺北機廠製作外銷泰國之守車，運回臺北機廠鐵道博物館園區。
- 2019年6月10日，文化部舉行「國定古蹟臺北機廠員工澡堂及總辦公室修復工程」開工典禮，鐵道博物館園區修復工程正式啟動，國家鐵道博物館建置從全區整備邁入分區修復階段[17]。8月15日，「國家鐵道博物館籌備處」成立。[18]10月1日，國家鐵道博物館籌備處首任主任借調國立臺灣師範大學地理學系教授、中華民國鐵道文化協會創始會員洪致文出任；翌日文化部於台北機廠舉行「國家鐵道博物館籌備處揭牌暨佈達儀式」，國家鐵道博物館籌備處銜牌由書法家董陽孜題字。

### 正式開館後
- 2025年7月31日，啟動第一階段開館，開放區域包括柴電工場、總辦公室、技工養成所、材料試驗所、大禮堂及澡堂等6處古蹟建築。[19]

## 歷任館長
籌備處時期（籌備處主任）
| 任別 | 姓名   | 就任時間      | 卸任時間      | 備註                                             |
| ---- | ------ | ------------- | ------------- | ------------------------------------------------ |
| 代理 | 洪世芳 | 2019年8月15日 | 2019年10月1日 | 文化部文化資源司司長代理                         |
| 1    | 洪致文 | 2019年10月1日 | 2021年7月31日 | 借調國立臺灣師範大學地理學系教授                 |
| 2    | 鄭銘彰 | 2021年8月1日  | 現任          | 曾任中華民國鐵道文化協會會長，文化部簡任秘書升任 |

## 場館

### 空間規劃
| 展館名稱 | 館址                         | 備註       |
| -------- | ---------------------------- | ---------- |
| 台北機廠 | 臺北市信義區市民大道五段50號 | 前台北機廠 |

## 典藏車輛

### 蒸汽機車
台糖376號蒸汽機車
1948年由臺灣機械公司製造，配置於斗六糖廠，報廢後交由民間人士私人收藏，2021年捐贈至本館保存。

### 柴油機車
台鐵R20型柴電機車
1960年向美國GM-EMD公司購入，其中首批購入的R21～R24，為第一批投入營運之柴電機車，為台鐵動力柴油化之最佳見證；目前館藏之R24柴電機車，2016年9月9日因台中港事故報廢除籍，曾作為富岡基地廠內無車籍調車機之用；2020年收購後經修復將外觀恢復海軍藍塗裝，以動態保存之模式展出。
台鐵S200型柴電機車
1960～1961年向美國GM-EMD公司購入，為台鐵首款調度用柴電機車，為台鐵動力柴油化的代表車型之一；目前館藏之S206、S212柴電機車，分別於2011、2012年報廢後留置於廠內，入藏後移至鈑金工場內，於2022年修復完畢並分別採用深藍色、橘色之塗裝靜態保存。
台鐵S400型柴電機車
1969年由美國GM-EMD製造，為當時臺鐵七堵駝峰調車場專用調車機，全球僅製造7輛；目前館藏之S405，1999年時經修復曾移至苗栗鐵道文物展示館長期保存，2022年4月時配合場館整建而迴送至富岡基地停放，後於同年12月經收購納入館藏。
DL1000型調動機
過去為台鐵站內調度與貨車移動之主力，並為台鐵數量最多的調動機，2016年DL-2500型調動機引進後已逐步遭到淘汰；目前館藏DL1024、DL1036、DL1037、DL1042等四輛，2019年與2021年向台鐵購入後，將作為鐵道博物館館內保存車輛之調動機。
DL2000型調動機
北晟重機製造，共8輛，過去曾為台鐵站內調度與貨車移動之主力，2016年DL-2500型調動機引進後已逐步遭到淘汰；目前館藏DL2008曾長期於鶯歌站使用，2022年鐵博向台鐵購入後，預計將作為鐵道博物館內保存車輛之調動機。

### 柴油客車
台鐵DR2200型柴油車
原為1930年代初期製造之キハ200形中型汽油車，1956年在美援下換裝為柴油引擎，並於隔年重新命名為DR2200型，並於1967～1971年與1983～1985年間兩度進行車體更新，並使用至1990年代末期全數退役，僅DR2203作為文物車輛保存。2018年，臺鐵局與國家鐵道博物館簽署DR2102、DR2203、DR2303及DR2404等4輛柴油客車之動態保存修復合作協議，經過3年考證，於2021年委託唐榮鐵工廠進行正式修復作業，其中DR2203於2024年5月完成修復作業，採用營運末期使用之孔雀藍塗裝，並回到國家鐵道博物館館區內動態保存。
台鐵DR2300型柴油車
原為1935～1937年製造之キハ300形大型汽油車，1954年在美援下換裝為柴油引擎，並重新命名為DR2300型，並於1967～1971年與1983～1985年間兩度進行車體更新，並使用至1990年代末期全數退役，僅DR2303作為文物車輛保存。2018年，臺鐵局與國家鐵道博物館簽署DR2102、DR2203、DR2303及DR2404等4輛柴油客車之動態保存修復合作協議，經過3年考證，於2021年委託唐榮鐵工廠進行正式修復作業，其中DR2303於2022年10月率先完成修復作業，採用初期之浪漫藍塗裝，並回到國家鐵道博物館館區內動態保存。
台鐵DR2800型柴聯車
1982年由日本東急車輛製造，為台鐵東部幹線第一代自強號列車；其中DR2818於2023年4月26日退出營運行列後，經收購於2025年4月19日由七堵機務段運至館內動態保存。

### 電聯車
台鐵EMU100型電聯車
1978年，因應西部幹線鐵路電氣化而開行新一代的高級列車，故向英國通用電氣公司(GEC)購入，共13組65輛，為台鐵初代自強號列車，亦為鐵路電氣化的代表車型之一；目前館內保留EP102、EPD112、EM108、ET118、ET124、ED104、ED106等7輛車作為保存。
台鐵EMU1200型電聯車
1986年，為了提升客運運量上的需求，南非聯邦客貨車公司(UC&W)購入EMU200型電聯車，共11組33輛，於2002～2004年陸續改造成EMU1200型；目前館藏之EMC1203，2023年12月報廢後，經收購於2025年4月11日由潮州機廠運至館內靜態保存。
台鐵EMU300型電聯車
1989年，由義大利米蘭工業製造公司（SOCIMI）製造，共8組24輛，曾創下台北高雄間僅需3時47分最短行駛時分之紀錄；目前館藏之EMC307，2023年12月報廢後，經收購於隔年4月11日由七堵機務段運至館內靜態保存。
台鐵EMU400型電聯車
1990年，為取代原有的普通通勤客車，故向南非聯邦客貨車公司(UC&W)購入，共12組48輛，為台鐵初代通勤電聯車；2022年3月，EMC410經修復後，由富岡基地運至館內保存。

### 客車
（空調客車，共6輛）
DC32750型觀光號餐車
1960年由日本車輛製造，1977年時改造為莒光號餐車使用至停止餐車業務為止；1990年再改為莒光號客車使用；目前館藏之DC32751，原為SP32773莒光號客車，2020年經修復改為觀光號餐車時期所使用的紅啞鈴塗裝與車號。
SP32850型莒光號客車
1970年，為開行新一代之高級列車莒光號，而向日本車輛、日立製造所採購27輛空調客車，為首批日本原裝的莒光號客車；目前館藏之SP32865，2020年底修復後恢復成原始塗裝，為目前唯一恢復原始塗裝之莒光號客車。
SP32600型莒光號客車
因應1972年中日斷交之影響，1975年改由唐榮台北機械廠製造新一代之莒光號客車，為首批國產製莒光號客車；目前館藏之SP32616，2021年修復完畢後運至館內保存。
FPK1100型莒光號客車
1981年～1983年間由30SP32300、35MBK32300型等客車更新而來，共10輛，為西部幹線電氣化後第二批增備之莒光號客車；目前館藏之FPK1105，2022年報廢後，經收購於2024年4月運至館內保存。
FPK11200型莒光號客車
1985年由唐榮鐵工廠製造，為莒光號客車中首批採用輕量化車體與置頂冷氣設計之車輛；目前館藏之FPK11204，2022年報廢後，經收購於12月運至館內保存。
SP20000型復興號客車
1981年由唐榮鐵工廠製造，為首批復興號客車；目前館藏之SP20035，2021年修復後將其中一側恢復成初期近似莒光號的雙白帶原始塗裝。
（無空調客車，共7輛）
SPK2502木造客車
1953年10月由臺北機廠製，原為30ES2502鋼樑廠宿營車，1998年被指定為保存車後，於1999年由高雄機廠修復並移至苗栗鐵道文物展示館保存；2022年9月交由大湖煜翔機械進行後，於2023年5月陸運至館內保存。
SP32400型對號特快客車
1966年由日本川崎車輛製造，共30輛，其特徵為內部採用國產製翻背椅；目前館藏之SP32427，2019年修復完畢後運至館內保存。
SP32550型對號特快客車
1968年由日本新潟鐵工所與帝國車輛製造，共35輛，為台鐵對號特快客車中首批採用旋轉椅的車輛；目前館藏之SP32584為帝國車輛製造，2021年修復完畢後運至館內保存。
TP32700型通勤客車
1959年由日本東急車輛製造，共40輛，為首批20公尺單扇門通勤客車，1970年代後期曾更新車體；目前館藏之TP32706，曾改為代用行李車使用，並使用至2008年左右報廢，2020年底修復完畢後運至館內保存。
TPK32800型通勤客車
1961年由日本富士車輛、台北機廠共同製造，共38輛(TPK32821～32830為空號)1970年代後期曾更新車體；目前館藏之TPK32819，車內仍保有北廠更新車體時保留之特有大電扇，過往曾改為代用行李車使用。
TPK32850型通勤客車
1969年由日本汽車會社製造，共20輛，為首款雙扇門通勤客車；目前館藏之TPK32862，2021年修復後維持高廠檢修時期使用的47號孔雀藍。
TPK32200型通勤客車
1971年由印度I.C.F.(Integral Coach Factory)製造，為台鐵無空調通勤客車中數量最多者，也是唯一一款由印度製造的客車，目前館藏之TPK32219，2021年修復完成後將座椅恢復為原始之咖啡色皮椅。
（行李車，共3輛）
BK32400型行李車
1969年隨SPK32600型對號特快客車一同引進，共5輛，為台鐵首批20公尺級行李車，隔年再增購7輛，1977與1979年時委由唐榮陸續將6輛BK32300型更新為此型車；目前館藏之BK32402為首批購入之車輛，2021年經修復完畢後運至館內保存。
PBK32800型電源行李車
1967～1968年由台北機廠製作，共8輛，為初代電源行李車，1982年時曾由北廠更新車體；其中PBK32803報廢後，經修復恢復為觀光號時期之塗裝，並於2022年12月迴送至七堵後再陸運至館內保存。
PBK32950型電源行李車
1970年由日立製造，共3輛；因供電容量不足，故在1988年時卸下發電機組，並改為BK32950型行李車使用；目前館藏之PBK32952，過去曾保存於舊打狗驛故事館，因保存環境不佳故於2021年9月納入館藏。2022年6月初運至大肚仕佳興業進行修復。

### 貨車
（有蓋貨車，共5輛）
3CK1500型篷守車
1966年以世銀貸款購買材料，由臺北機廠自行組裝，共100輛，採用一半篷車、一半守車的配置，為臺鐵近代化篷守車之代表；目前館藏之3CK1514，於2020年底經高雄機廠修復後運至館內保存。
25C10000型代用行李車
1939年，為運送二戰時人員物資而向日本購入的大型二軸篷車，其特色為車側與拉門均設有車窗，並於前後端設有貫通門，部分車輛曾改造為傷兵車、工程宿營車使用；館藏之25C10015於2021年修復後變更回日治時期之車號ワル10015、另外25C10024則於修復後將塗裝變更為傷兵車之樣貌展示。
30C9000型篷車
1953～1958年間由台灣機械公司、日立製造所、台北機廠共同製造，共有301輛，為戰後台鐵大型篷車之濫觴；館藏之30C9299於2021年納入保存後，目前等待修復中。
30C25000型篷車
1971年由印度Braithwaite & Co. Ltd.廠製造，共有30輛，為台鐵少見的全開式拉門篷車，館藏之30C25010於2021年納入保存後，目前等待修復中。

（無蓋貨車，共11輛）
15G8000型敞車
1957～1966年由日立製造所、富士車輛製造，共1004輛，為台鐵歷史上單一車型數量最多者；其中15G8061於2022年3月報廢後，經收購納入保存，並交由秦陽機械進行修復，並將側板恢復原始之樣貌。
35G6000型敞車
1958~1961年由台北機廠製造，部分車輛在後期改造為全落式側板，另有部分車輛出售給鐵改局並改為P20EG1000型敞車使用，目前館藏35G6028、35G6069等兩輛，其中35G6028仍維持原有之側板樣貌。
30D10型大物車
由台北鐵道工場於1928、1936年時製造，為二戰時期運送軍事物資的重要車輛，其特色為車身中段下凹，用以載運大型機械用具，目前僅存30D11、30D13等兩輛，皆已納入館藏車輛，其中30D11已於2019年由高雄機廠完成修復。
35F5000型平車
1942～1944年由日本田中車輛製造，共製造45輛，廠區內此型車尚存4輛，其中35F5035已完成修復。
35F6000型平車
1968年由台北機廠製造，共製造110輛，為首批採用魚腹型設計的35噸級平車，廠區內此型車尚存2輛，其中35F6082已完成修復。
50F100型平車
1962年由日本飯野重工製造，共10輛，隔年再由台北機廠製造15輛增備車，為台鐵首批載重50噸級的平車；其中50F101、50F111於2022年3月報廢後，經收購納入保存，並交由秦陽機械進行修復。
35GF5000型代用平車
此車原為35G5000型敞車，後來將側板拆除並改為代用平車繼續使用，部分車輛出租給廠商並加裝罐體作為罐車使用，廠區內此型車尚存2輛；目前館藏之35GF5053，為加裝原20L758罐車之罐體作為使用，2021年修復完成後運至館內保存。
36GF21000型代用平車
前身為1971年製造的36G21000型敞車，後來全數拆除側板改造為代用平車使用，廠區內此型車尚存4輛，其中36GF21054已完成修復。
（斗車，共4輛）
35H1000型煤斗車
1959～1969年間由台北機廠製造，共有268輛，為台鐵35噸標準型煤斗車，也是總輛數最多的煤斗車，並使用至2012年年底林口線停駛為止；目前館藏之35H1151，於2021年經修復後運至館內保存。
35H1300型煤斗車
1970年由台灣機械公司製造，共有55輛，並使用至2012年年底林口線停駛為止；目前館藏之35H1324，於2021年經修復後運抵保存。
25BH2000型石斗車
前身為35H20000型煤斗車；1973～1974年時，因篷斗車數量不足，故將前57輛改造為30N22000型篷斗車；2000年代後，因30N22000型篷頂腐蝕嚴重，故先將其中11輛車改造成30H2000型煤斗車，剩餘46輛則改造成本型車使用，並使用至2018年後全數報廢；目前館藏之25BH2001，於2021年修復後運抵保存。
35N21000型篷斗車
1973年由台灣機械公司製造，共130輛，為台鐵35噸標準型篷斗車，隨著公路運輸發達，此型車已逐漸遭到淘汰；目前館藏之35N21055，於2021年修復後運抵保存。
（罐車，共3輛）
35L850型罐車
1966年由臺灣機械公司製造，共有10輛，為臺鐵局備最早的雙軸轉向架罐車，為臺鐵近代化罐車之始祖；目前館藏之30L853，曾於內灣線前段興建聯絡高鐵新竹站的六家線時，放置於竹東站作為油庫使用，功成身退後送至高雄機廠內停用，2020年底經修復後運抵鐵博籌備處保存。
P30L1040型私有罐車
1976年5月製造，僅有2輛，為中國力霸公司私有罐車；1990年由台鐵收購並改為27L1000型繼續使用至2015年北埔油庫線停用為止；目前館藏之P30L1042，於2021年經修復後運至館內保存。
30L3000型罐車
前身為空軍後勤司令部P35GT3000型汽油罐車，1987年5月製造，共10輛；2001年由台鐵收購並改為30L3000型繼續使用至2015年北埔油庫線停用為止；其中30L3006於2021年運至館內保存，並於2023年時將其中一側之車號恢復為P35GT3006。

### 工程用車輛
MO-5278軌道確認車
1979年2月由富士重工製造，為R300A型軌道確認車；2021年8月由台灣高鐵贈送。
WICKHAM 38工程貴賓車
此車為配合1980年代南迴線施工而向英國Wickham trolley購入，1991年南迴線完工後便滯留於枋寮站，2019年9月經收購後移至園區內保存。
KRD-113軌道工程車
1963年10月由日本堀川工機製造。
EOB32389工程瞭望車
原為SP32389普通客車，1986年時改造為工程瞭望車使用，為目前極少數現存的17公尺級客車；2021年5月中旬報廢後，由七堵機務段運至館內保存。
15ES8000型工程宿營車
原為15C8575篷車，1960～1967年由台北機廠製造，共有630輛，為台鐵篷車數量最多者，目前館藏之15ES8575，於2019年經修復後運至館內保存。
P20EF1000型工程用平車
為鐵道局工程用平車，其中P20EF1003於報廢後，轉贈至館內靜態保存。
3EW100型礙子噴洗車
為配合1979年鐵路電氣化通車，而將15F140平車改造為3EW103礙子噴洗車使用，象徵著鐵路電氣化時代的來臨；目前館藏之3EW103，於2021年運抵館內保存並等待修復中。

### 海外車輛
583系電聯車：2輛(MOHANE582-106、MOHANE583-106)
1967～1968年間，由日本國鐵設計交直流兩用特急型寢台電車，為世界最早的寢台座席可變電車，2017年由文化部與JR東日本簽訂合作意向備忘錄捐贈。台鐵僅存的臥鋪列車在1995年被全部拆解，引入內裝較相似的583系也被視為是彌補台灣鐵道臥鋪消失的缺憾。
B.V.15078、15092泰國守車
1965年由臺北機廠承製外銷泰國的守車，共100輛。

## 相片集

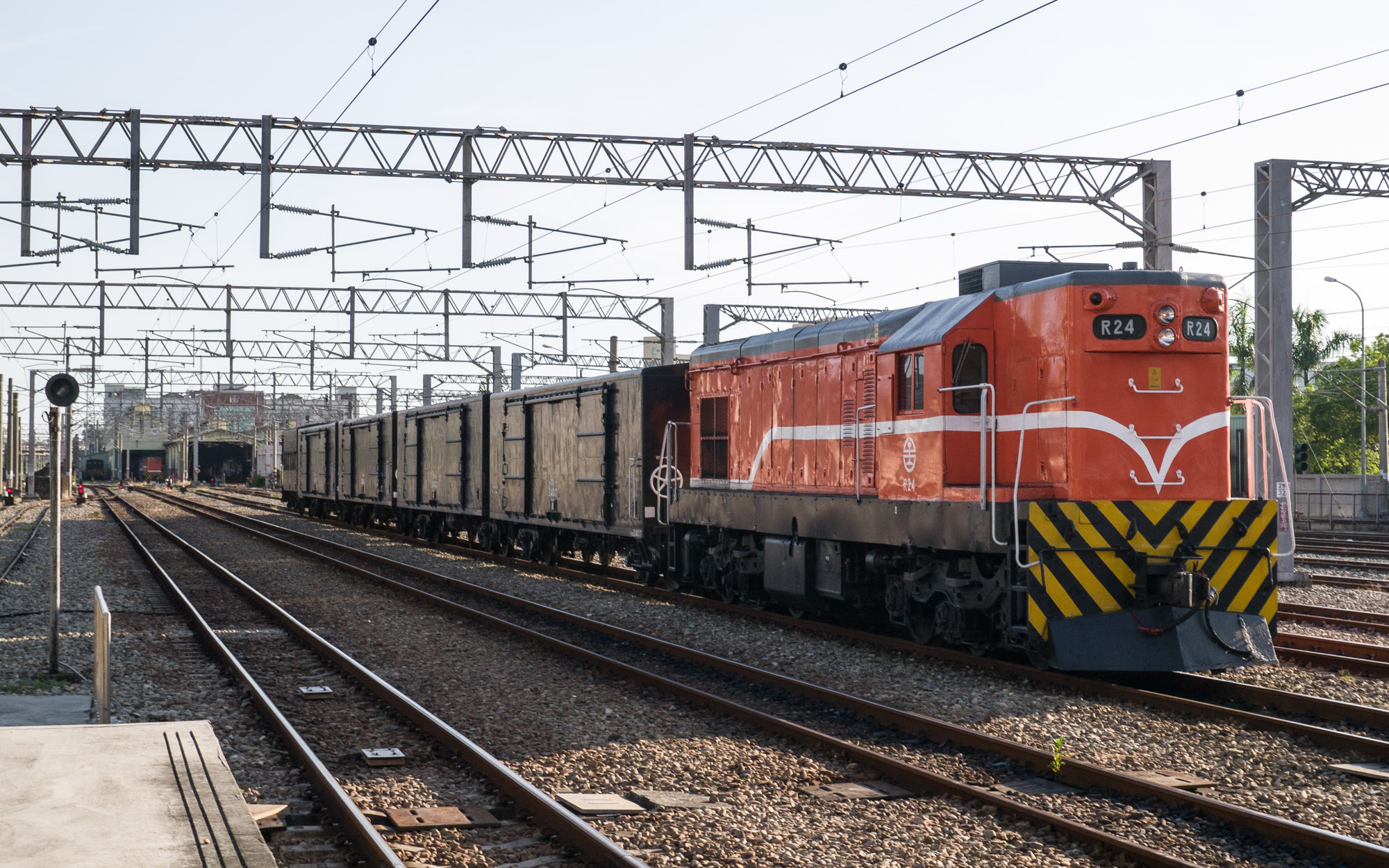
R24
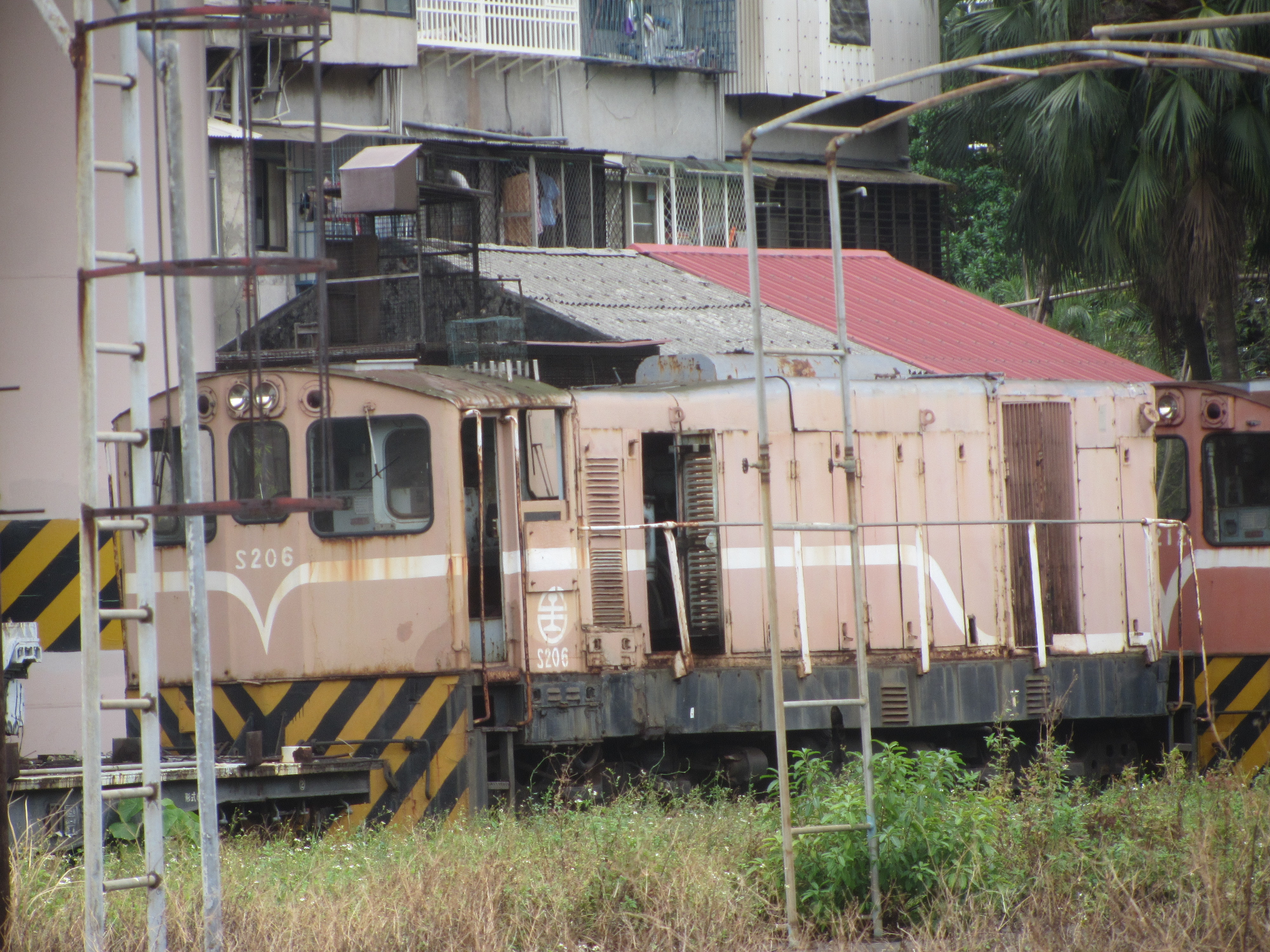
S206
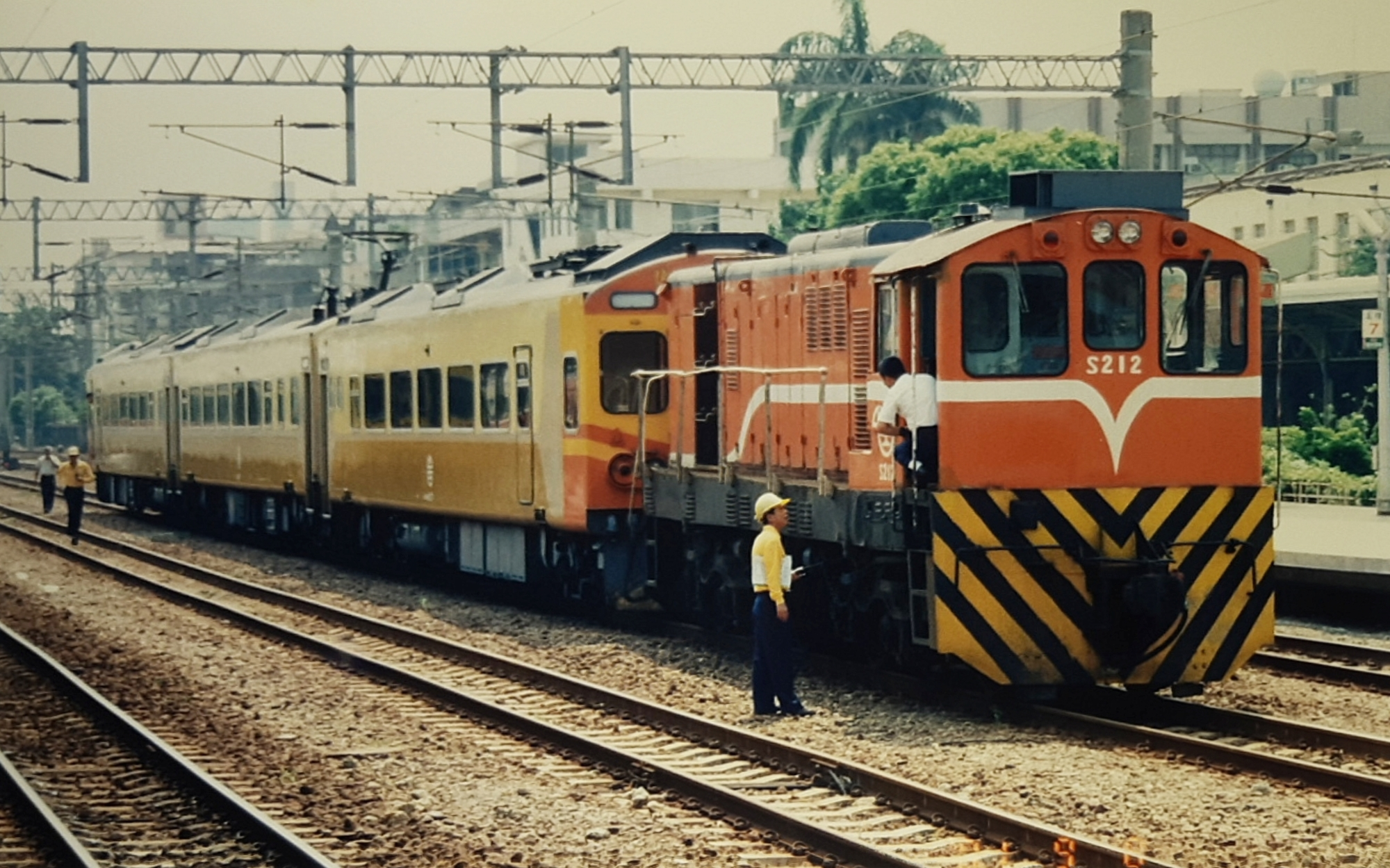
S212
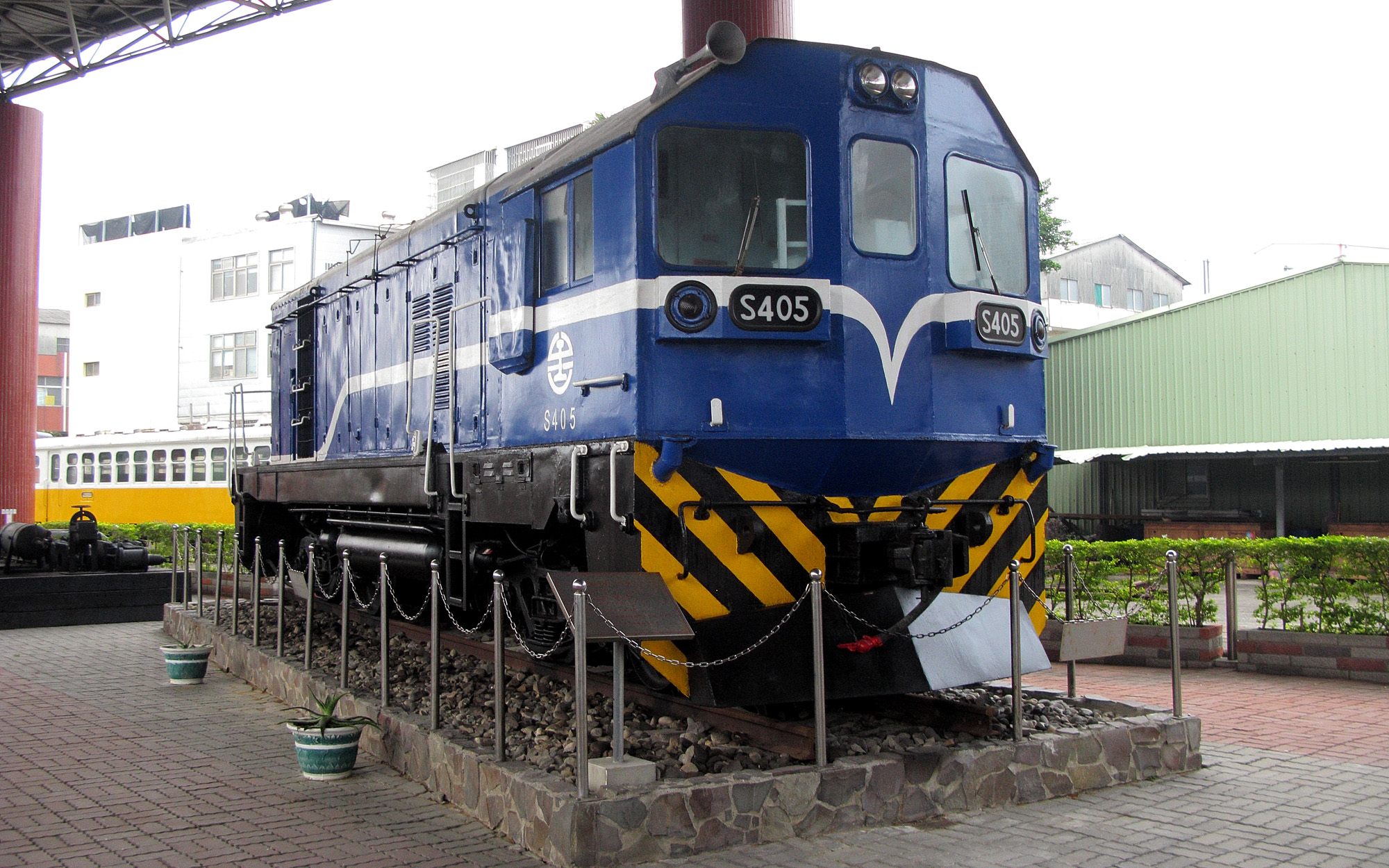
S405
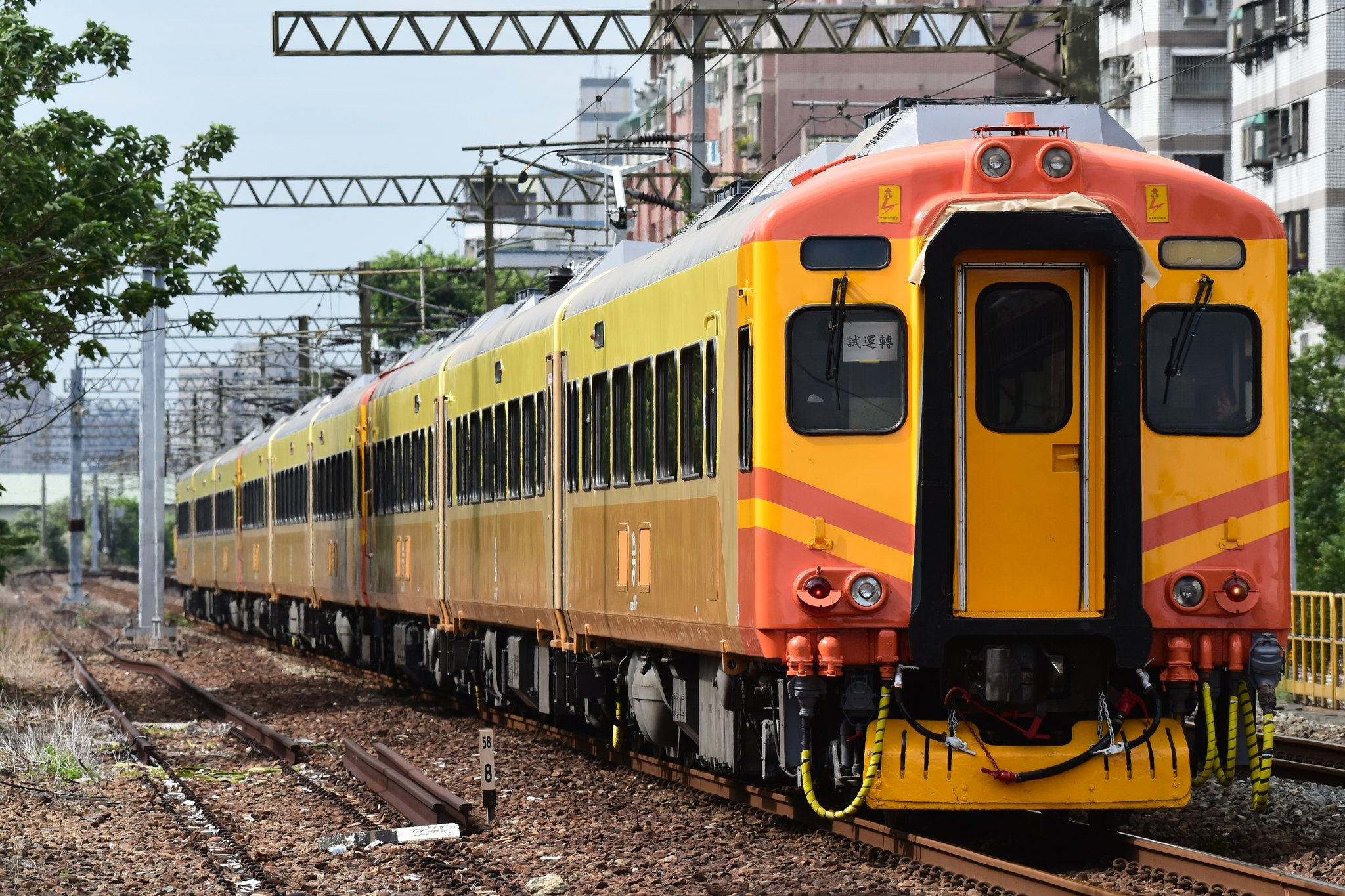
試車中的EMC307
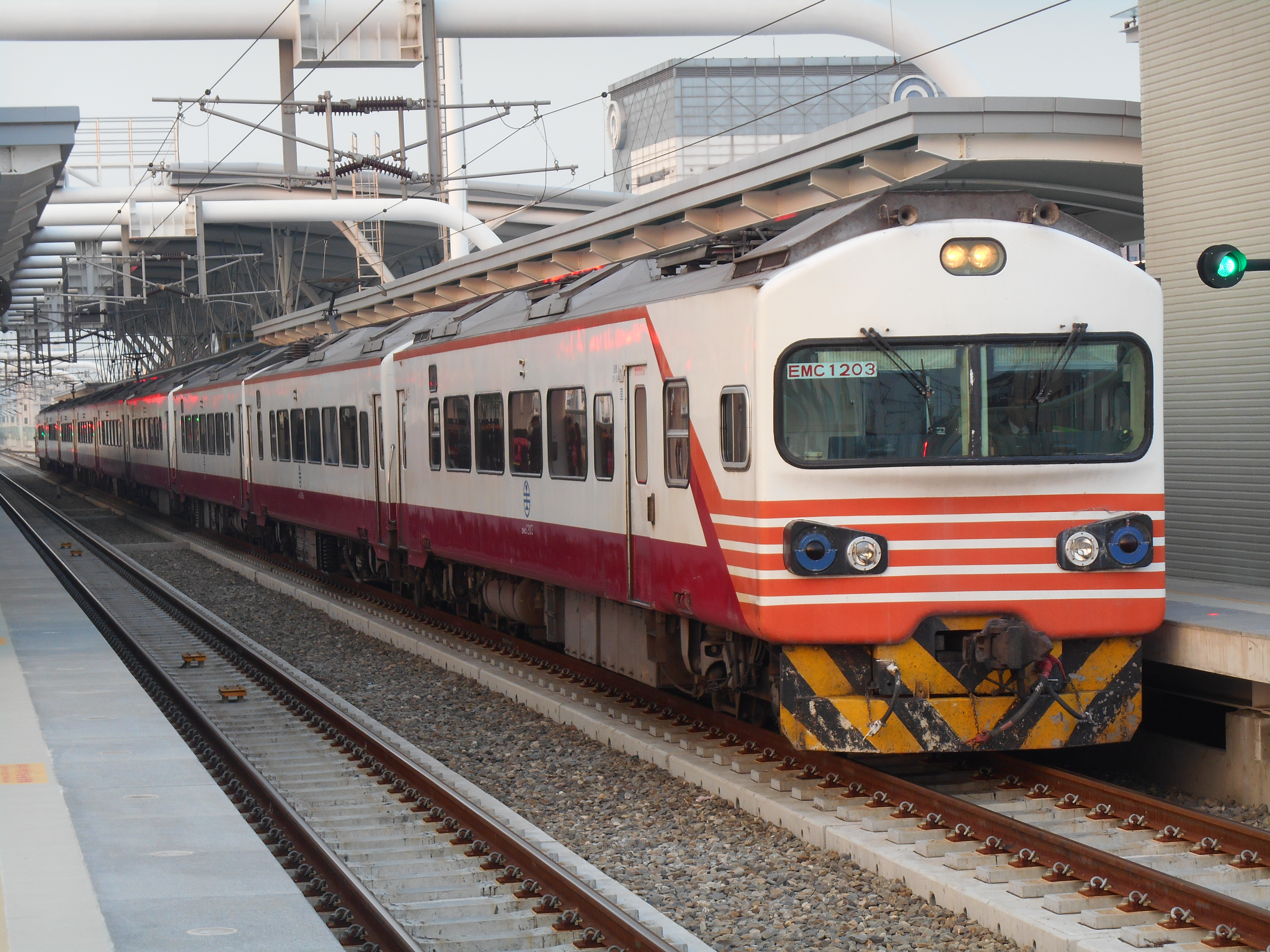
現役時的EMC1203
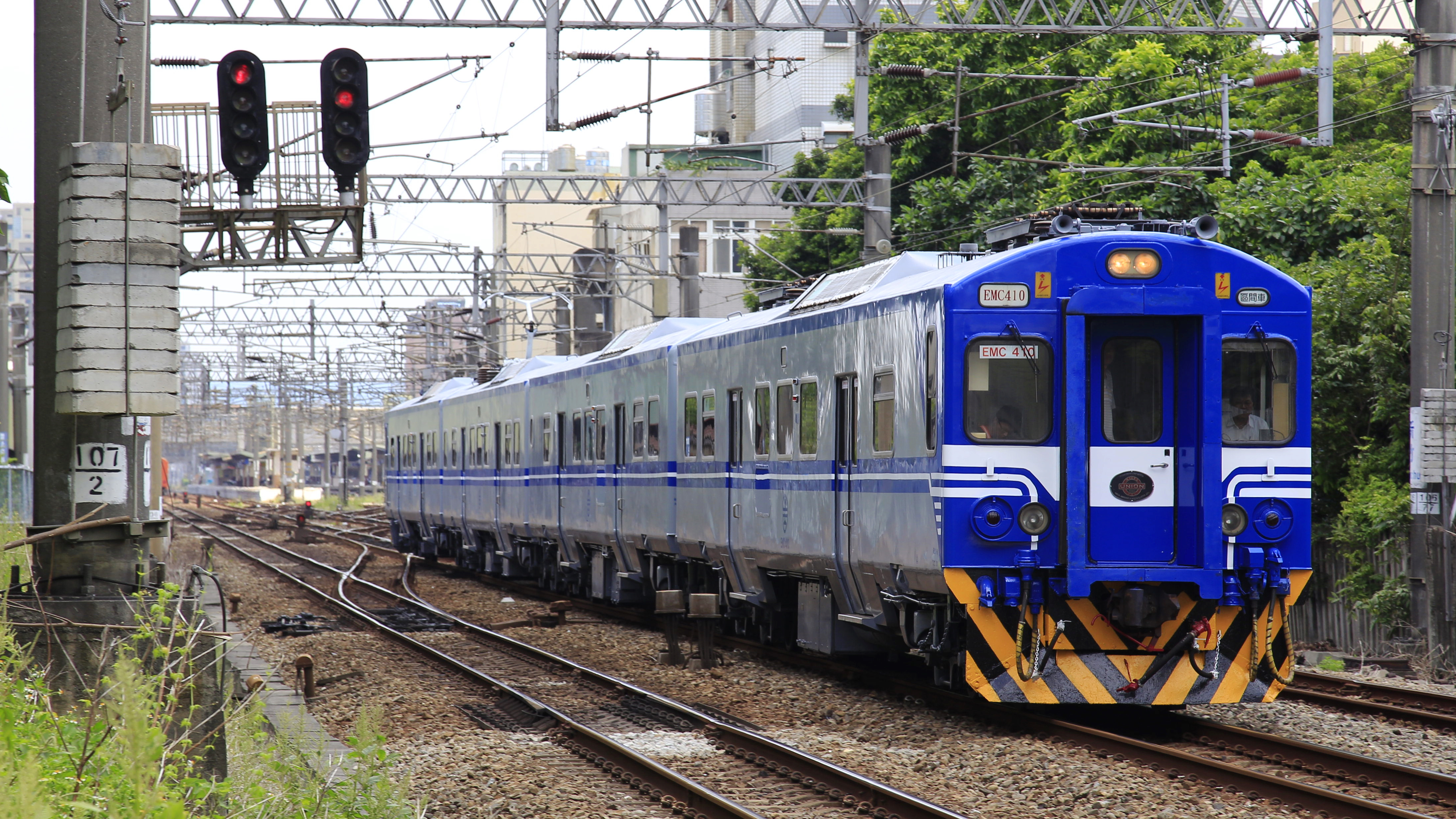
試車中的EMC410
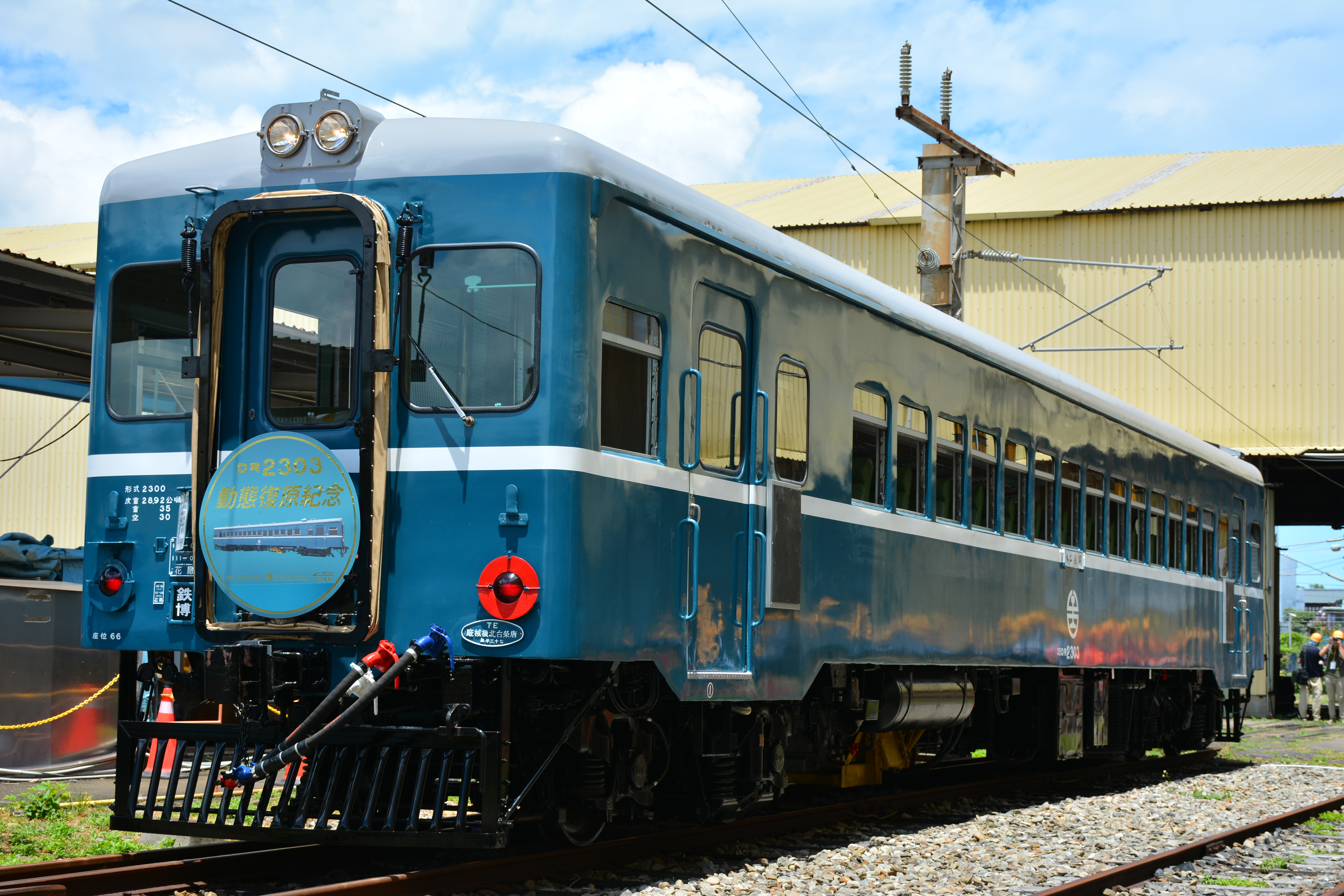
DR2303
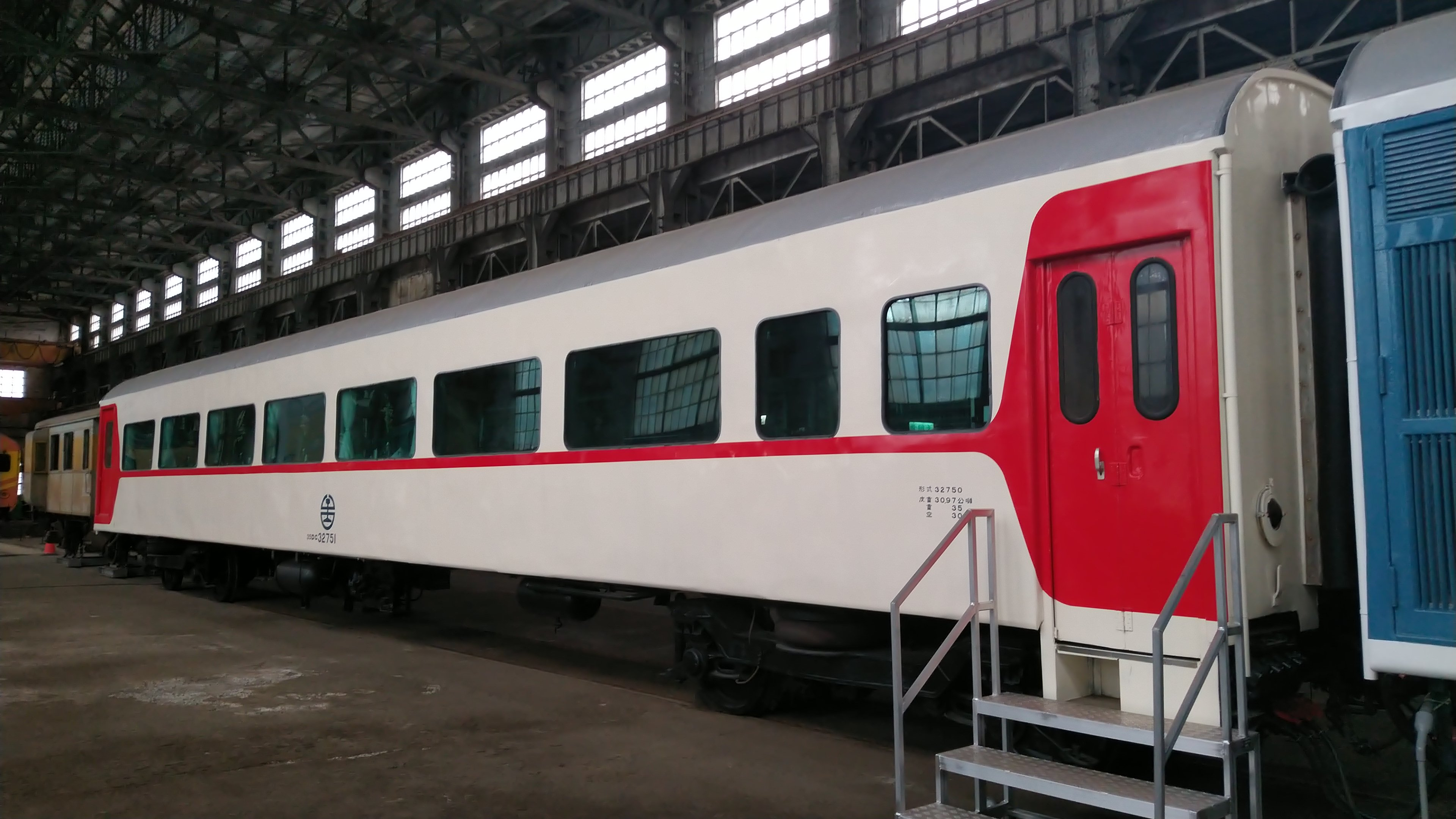
修復後的DC32751
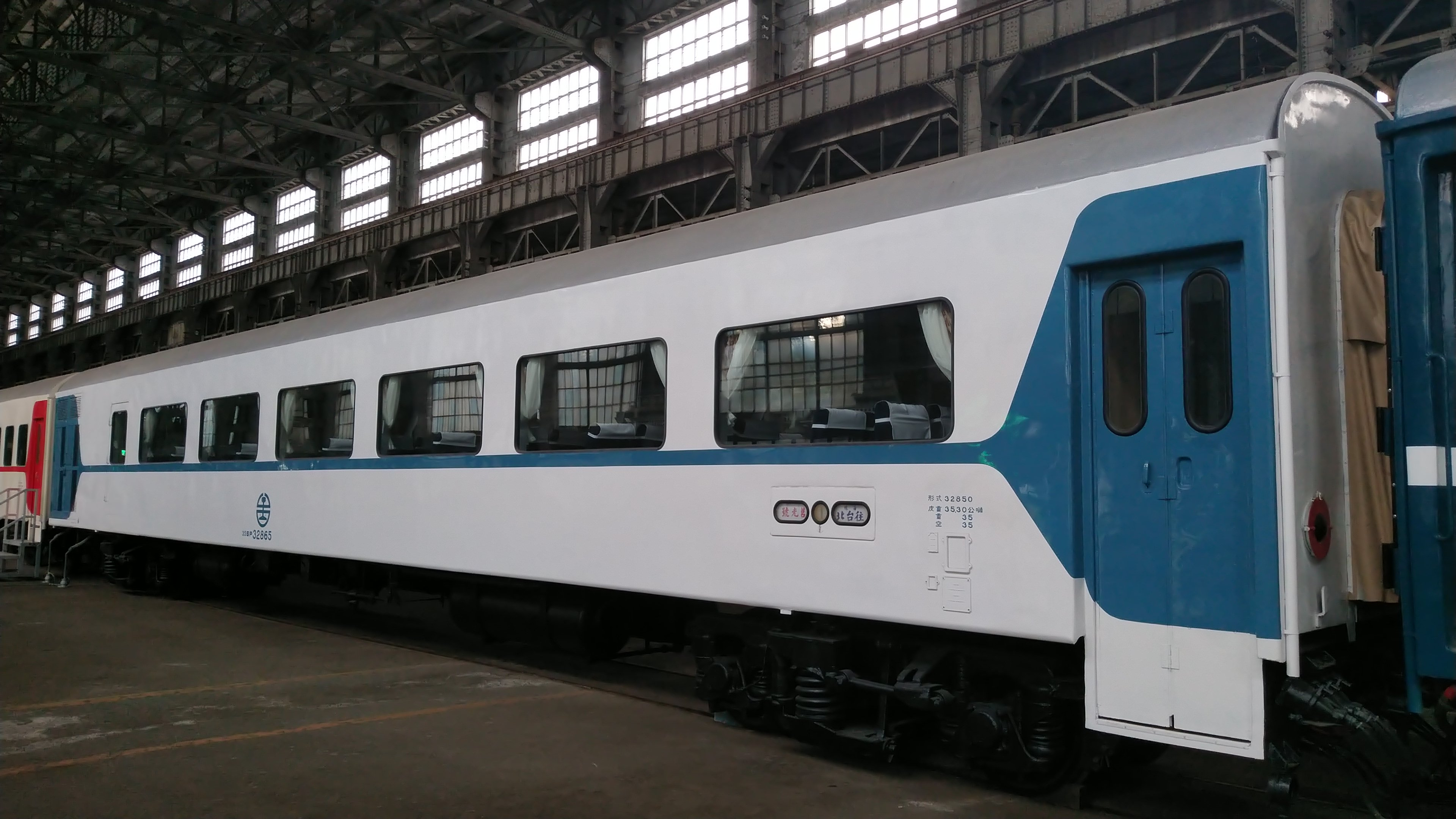
恢復原塗裝的SP32865
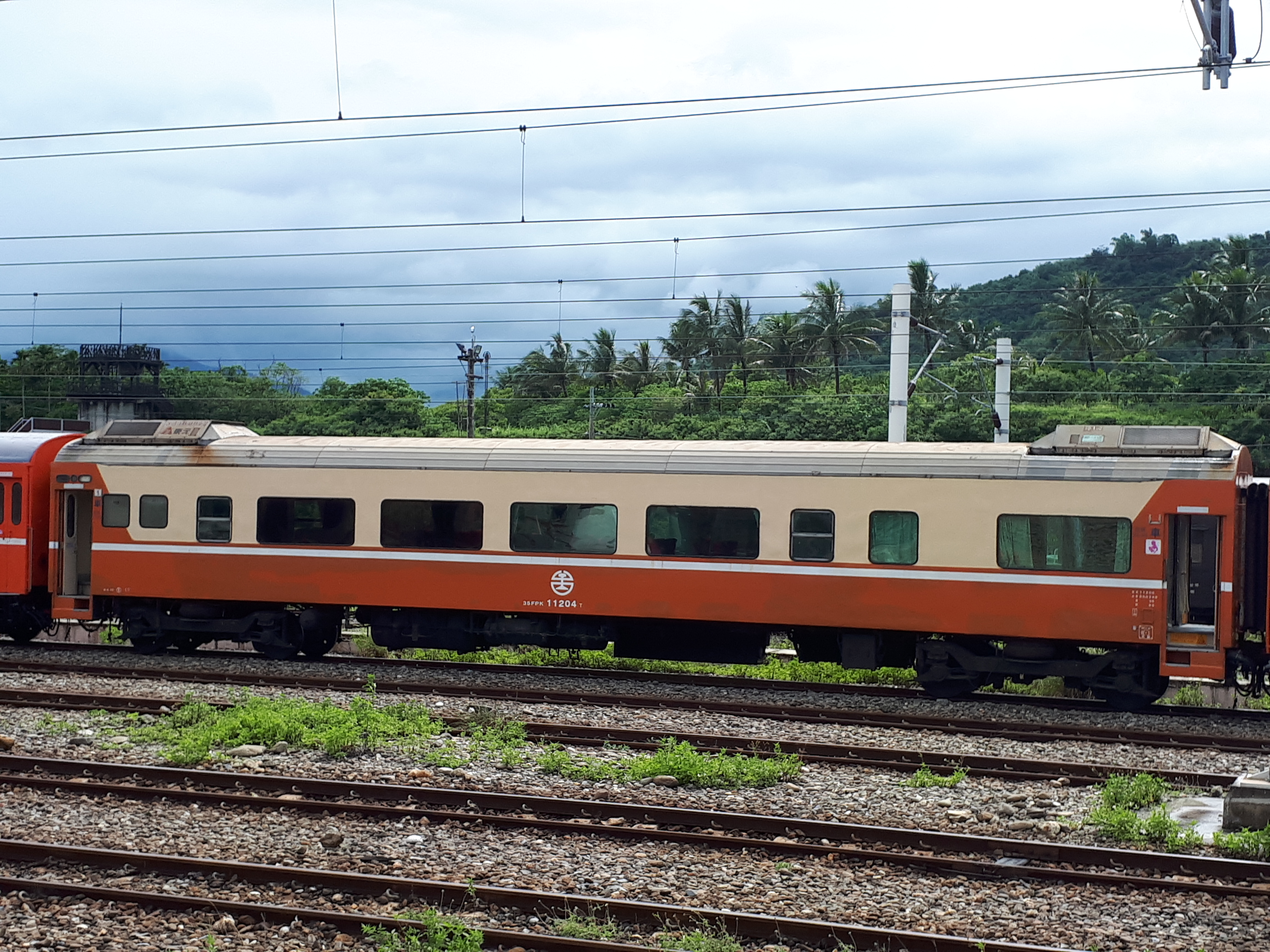
35FPK11204
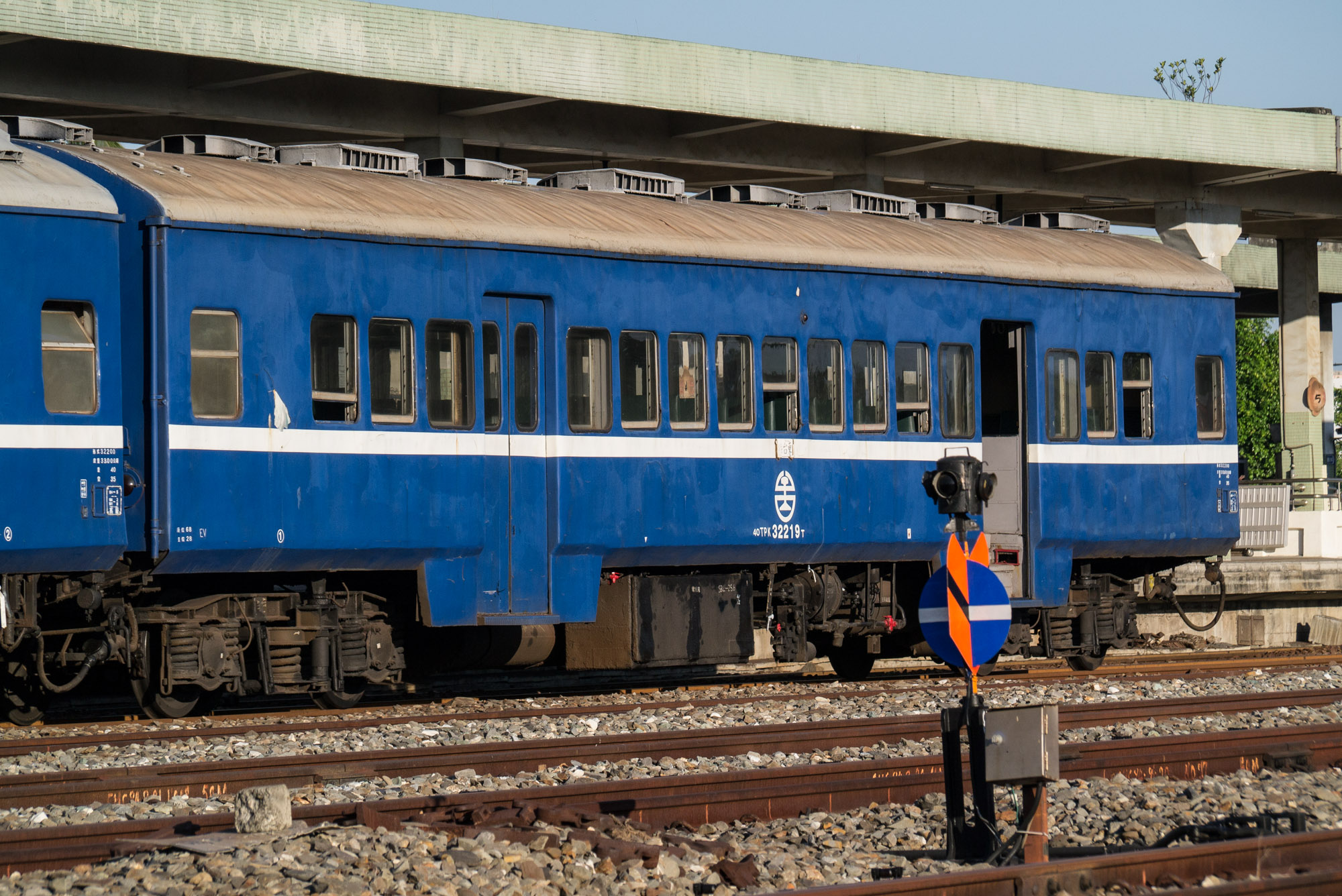
TPK32219
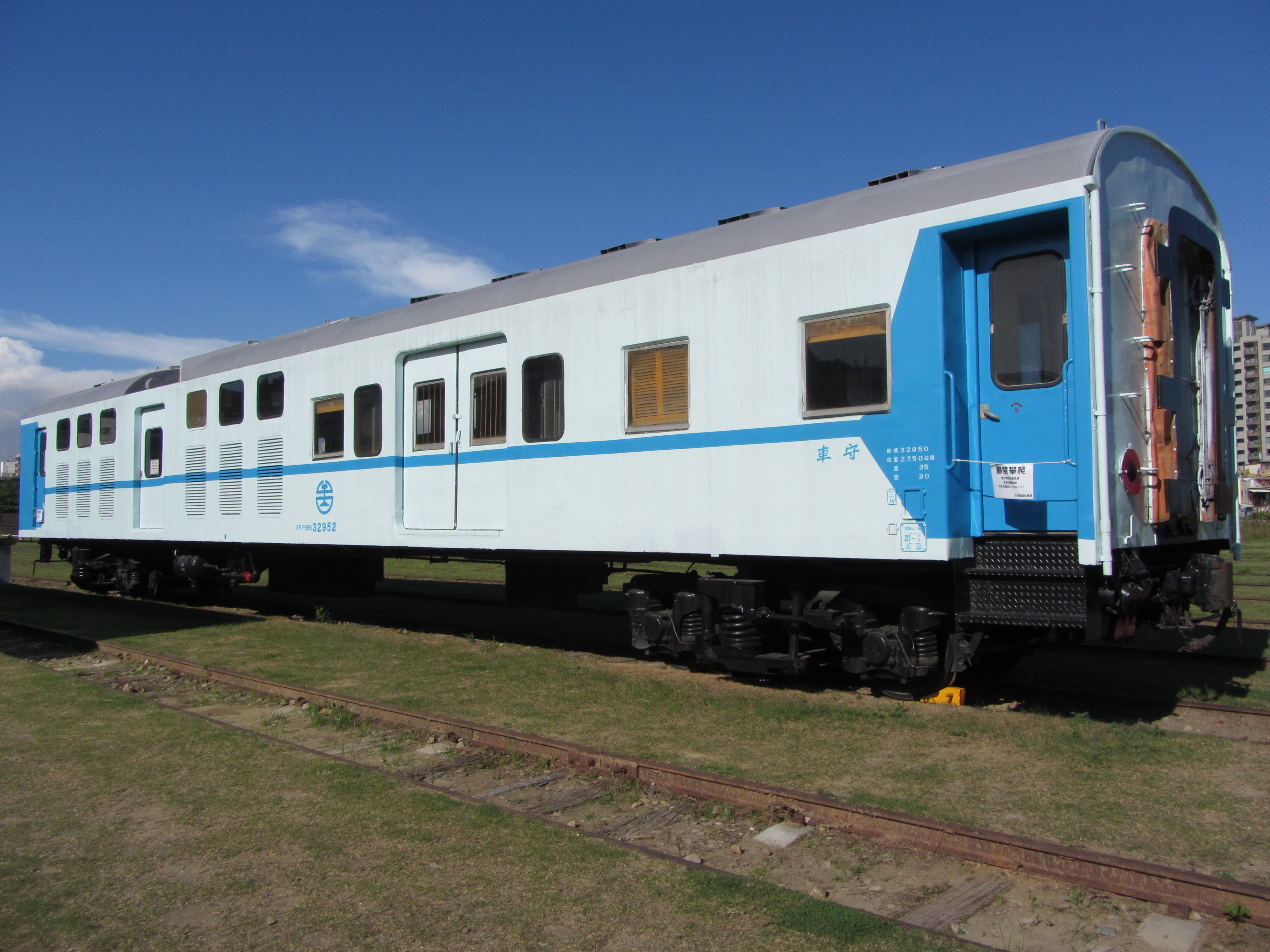
PBK32952
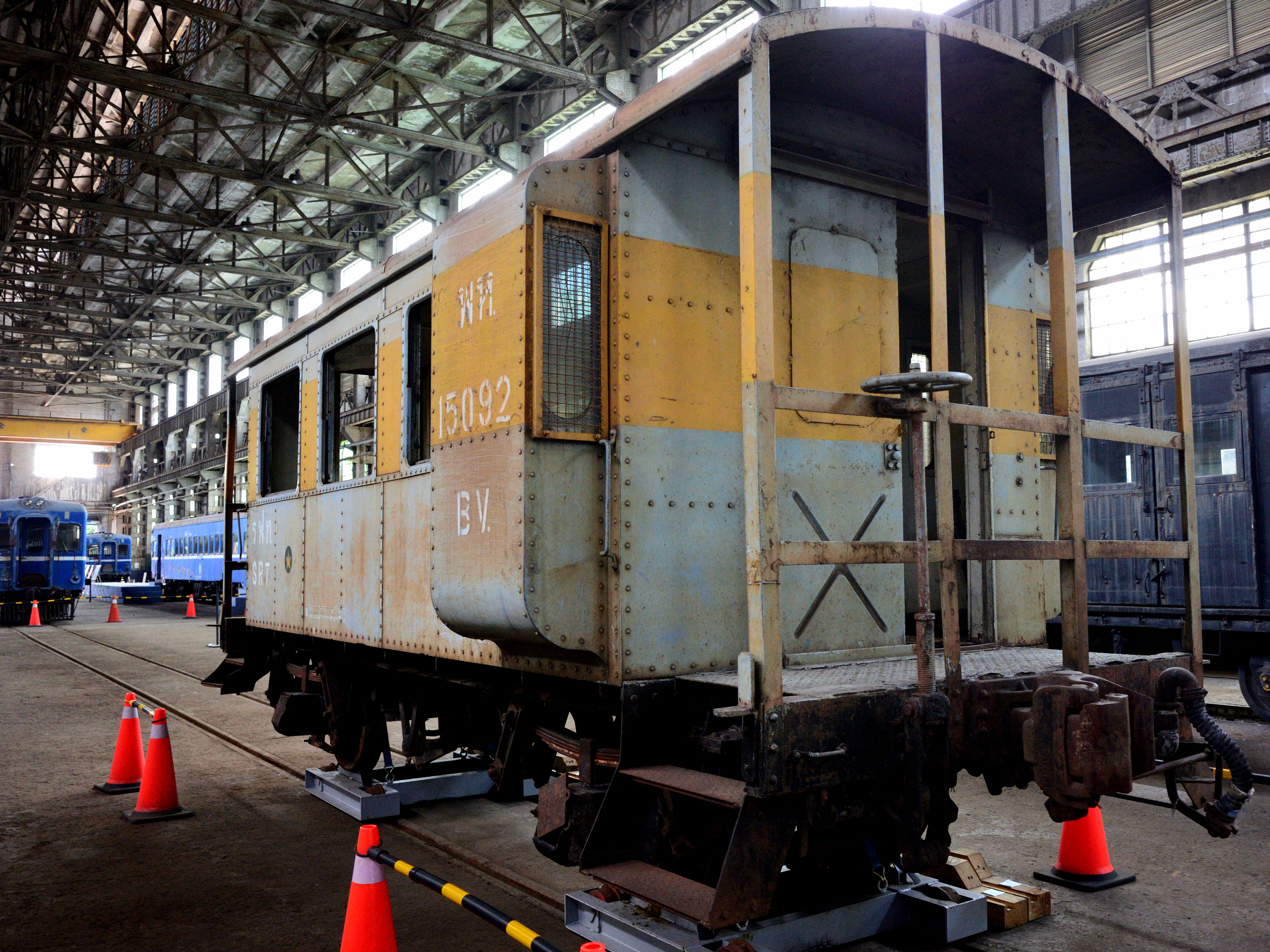
B.V.15092
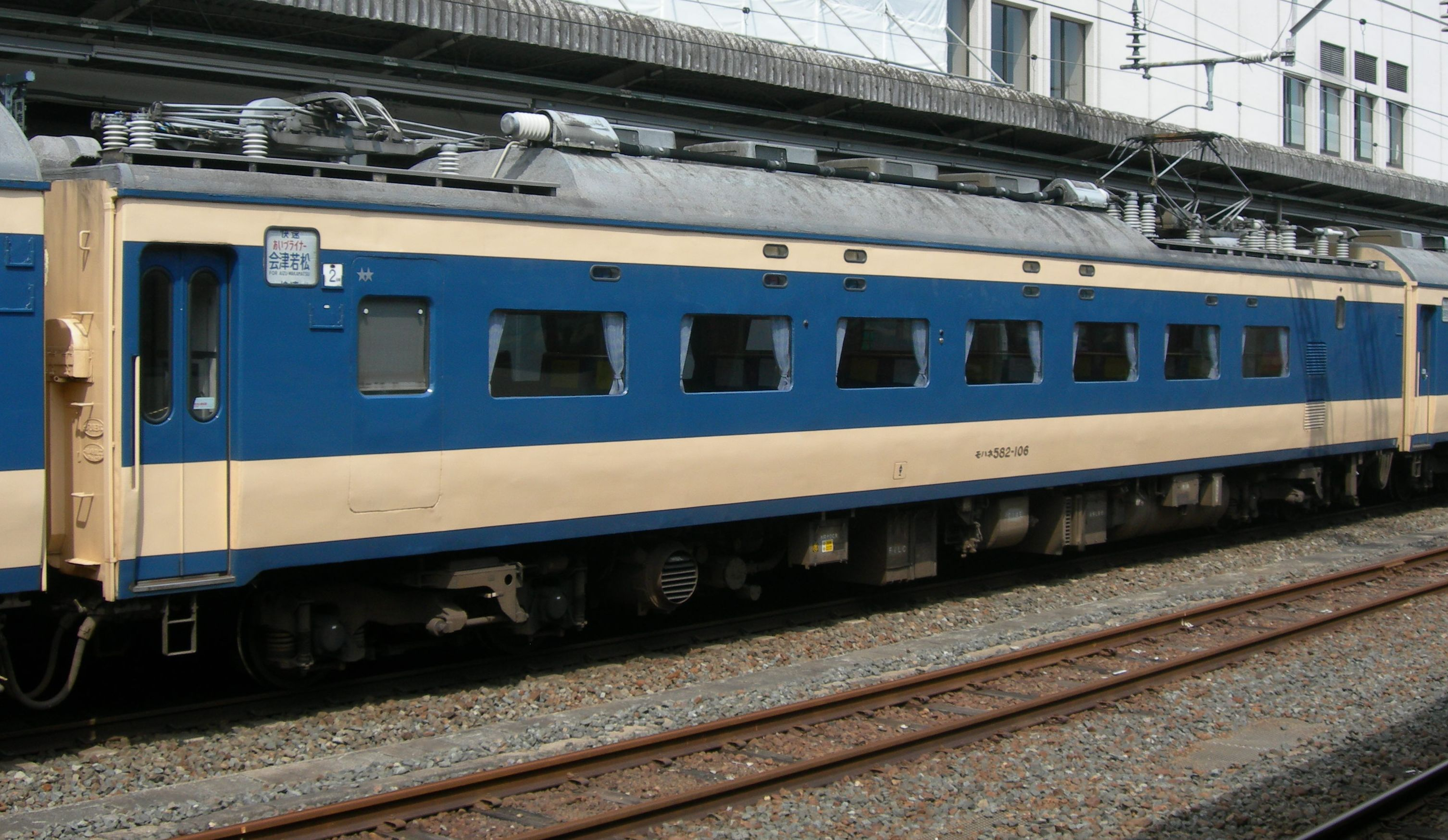
MOHANE（モハネ）582-106
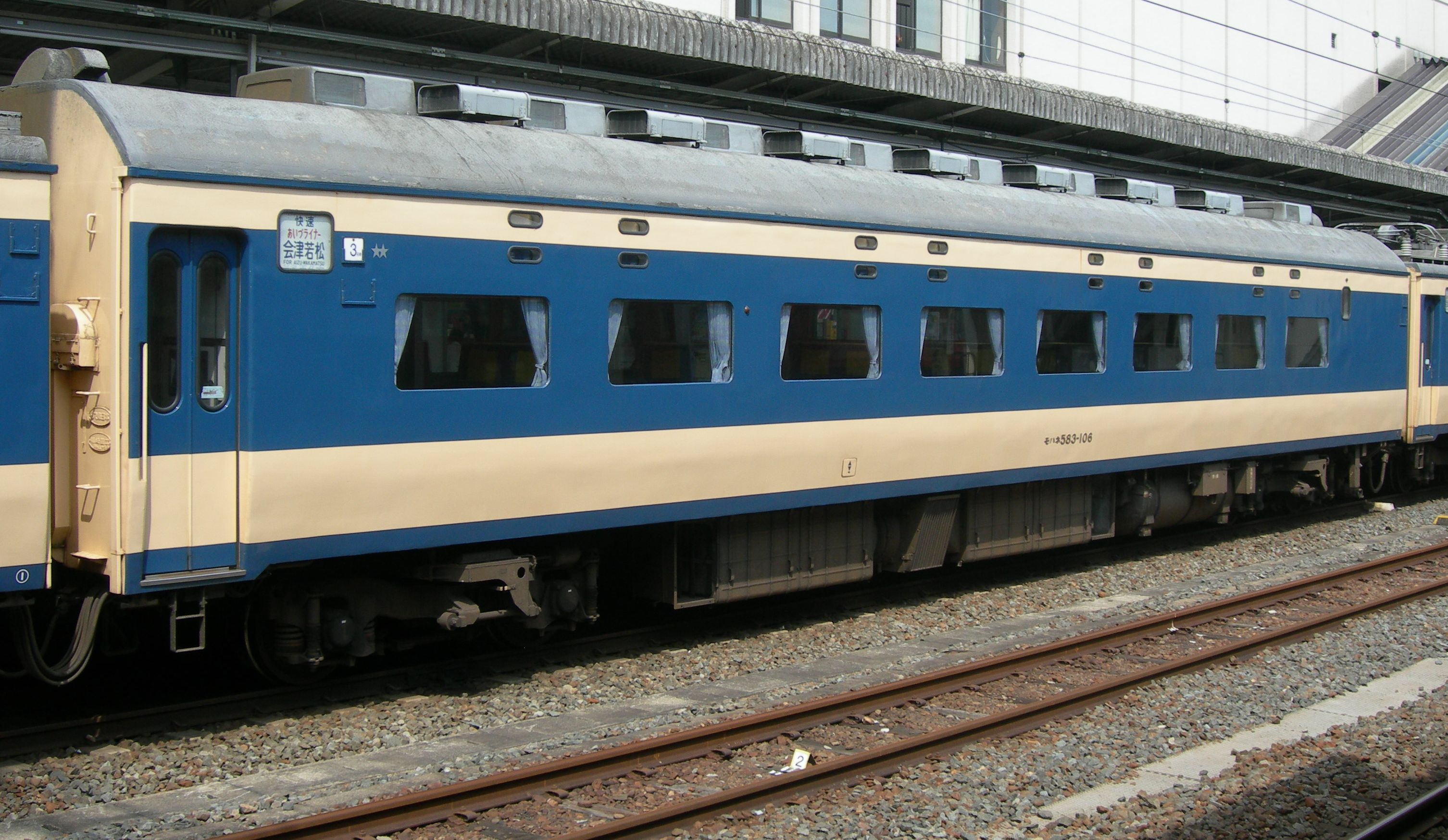
MOHANE（モハネ）583-106

## 外部連結
- 國家鐵道博物館（页面存档备份，存于）
- 國家鐵道博物館的Facebook專頁
- 國家鐵道博物館的Instagram帳戶
- YouTube上的Preparatory Office of National Railway Museum頻道